# Fukae Roshū
Fukae Roshū (japanisch 深江 蘆舟, eigentlicher Name:Fukae Shōroku (深江庄六); geb. 1699 in Kioto; gest. 25. Mai 1757) war ein japanischer Maler der Rimpa-Richtung  der mittleren Edo-Zeit.

## Leben und Werk
Fukae Roshū wurde geboren als ältester Sohn von Fukae Shōzaemon (深江 庄左衛門), einem Angestellten, der für die staatliche Münze tätig war. Fukae gilt, neben Watanabe Shikō, als der bedeutendste Schüler Ogata Kōrins, der ebenfalls in enger Beziehung zu der Münze stand. Fukae arbeitete zwar im Kōrin-Stil, aber seine Bilder zeigen einen schlichteren dekorativen Stil, der eher an die Zeit vor Kōrin, an Tawaraya Sōtatsu denken lässt. – Fukae starb im Alter von 58, er wurde im Saiun-in (西雲院), einem Untertempel des Konkaikōmyō-ji (金戒光明寺) in Kioto bestattet.
Seine bekanntesten Werke sind der Stellschirm „蔦細道図屏風“ (Tsuta hosomichi zu byōbu, Enger Weg und  Efeu) mit den Maßen 132,4 × 264,4 cm im Nationalmuseum Tokio (Wichtiges Kulturgut Japans), der sehr ähnliche Stellschirm im Cleveland Museum of Art und der Stellschirm „草花図屏風“ (Sōka zu byōbu, Gräser und Blumen), vormals in der Sammlung Kyūkyodō.

## Bilder

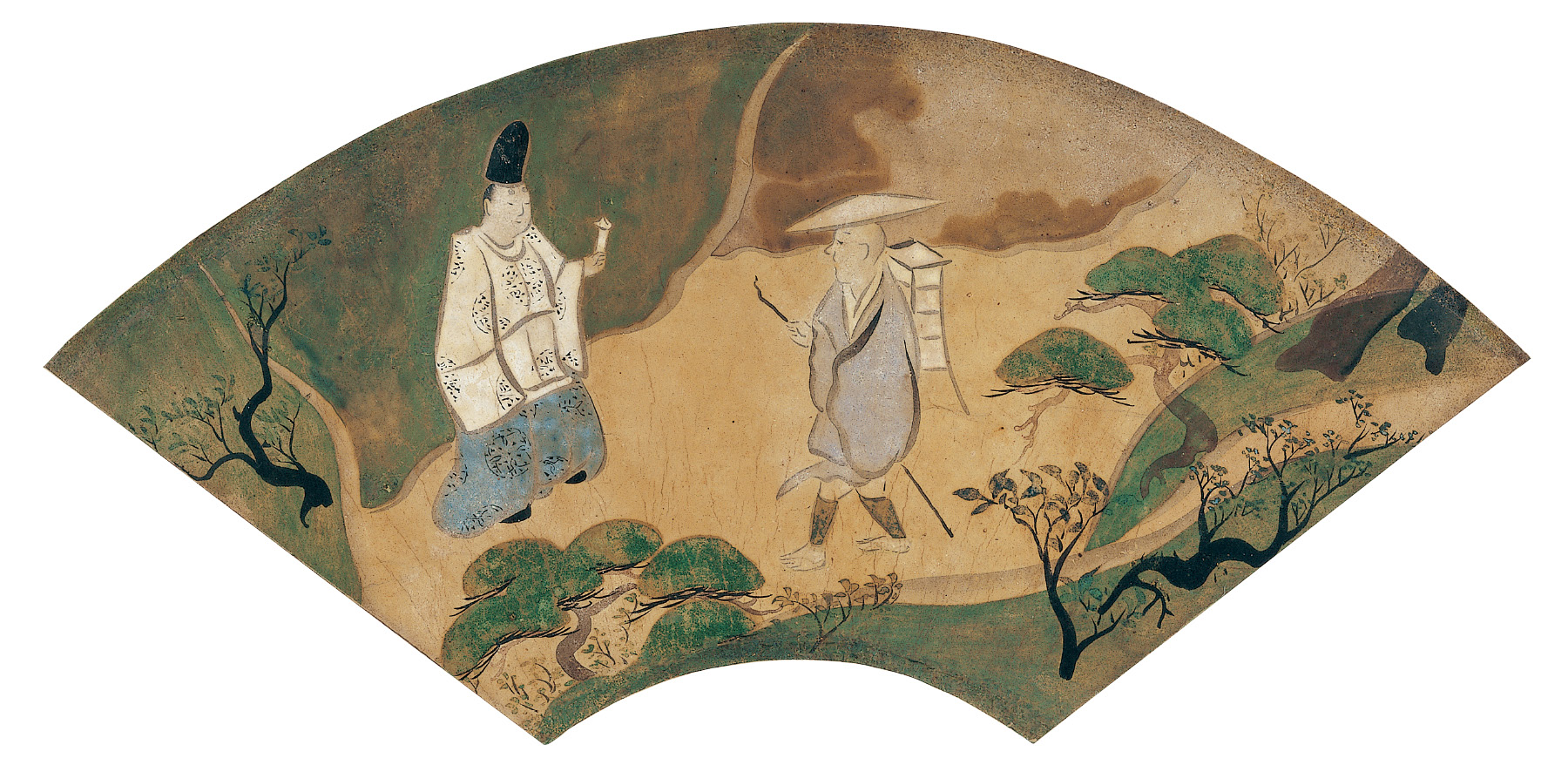
Fächer
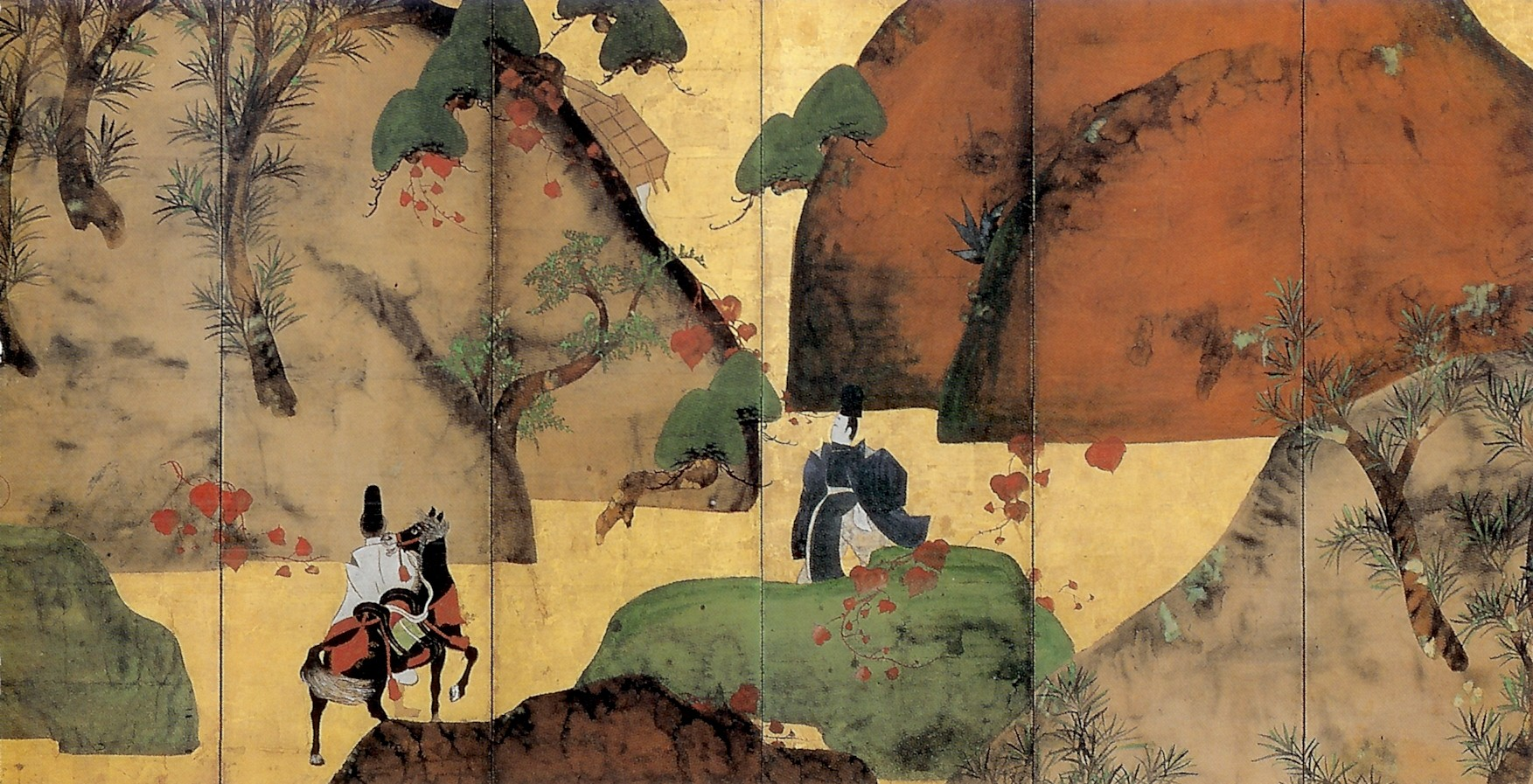
Enger Weg und Efeu, Tokio
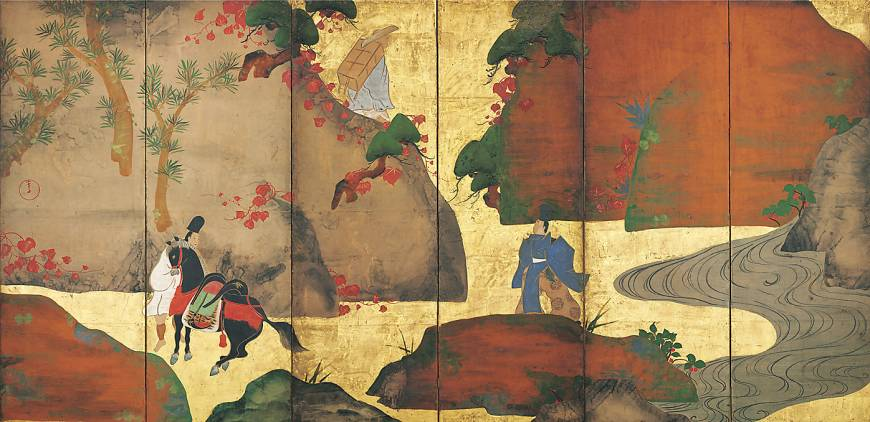
Enger Weg und Efeu, Cleveland
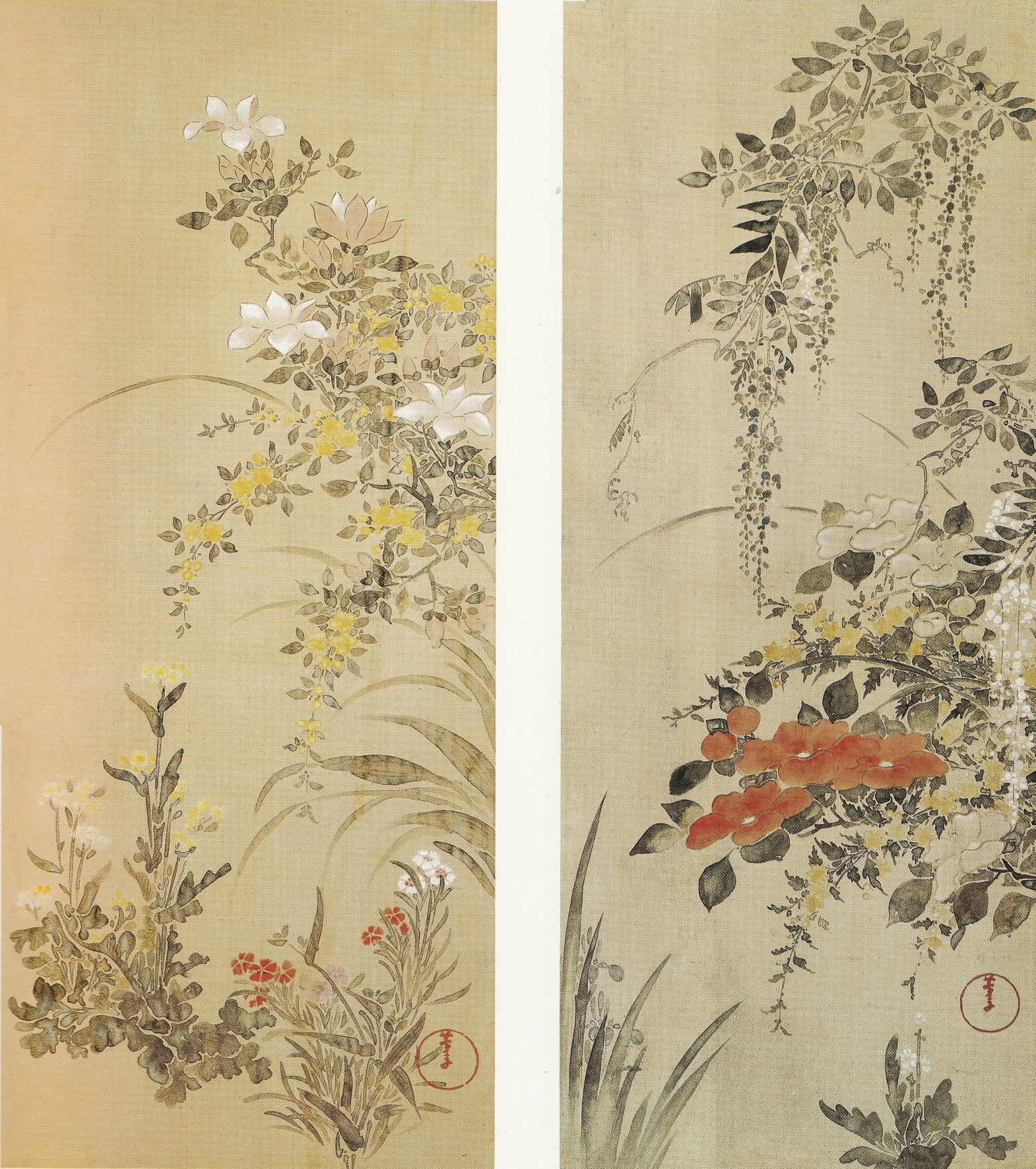
Hängerollen

1. ↑  Zwei von sechs Hängerollen, ursprünglich zwei Teile eines sechsteiligen Stellschirms. Im Besitz der Freer Gallery of Art.